# Aphelandra obtusifolia
Aphelandra obtusifolia är en akantusväxtart som först beskrevs av Christian Gottfried Daniel Nees von Esenbeck, och fick sitt nu gällande namn av Wasshausen. Aphelandra obtusifolia ingår i släktet Aphelandra och familjen akantusväxter. Inga underarter finns listade i Catalogue of Life.